# واصل طه
واصل طه (بالعبرية: וואסל טאהה‏) (24 أبريل 1952 -) سياسي عربي إسرائيلي وعضو سابق في الكنيست عن التجمع الوطني الديمقراطي.

## حياته
ولد طه في كفر كنا في عام 1952، ودرس دراسات الشرق الأوسط في جامعة حيفا وحصل على درجة البكالوريوس.
تم انتخابه لأول مرة في الكنيست في انتخابات عام 2003 عن قائمة «بلد» واحتفظ بمقعده في انتخابات عام 2006 . أثار جدلاً في يوليو 2006 بالقول إن اختطاف قوات الجيش الإسرائيلي على أيدي مسلحين فلسطينيين كان شكلاً من أشكال المقاومة المشروعة.
في ديسمبر 2008 أعلن أنه لن يخوض انتخابات 2009.
انتسب طه إلى الحزب الشيوعي، ونشط فيه أثناء دراسته الثانوية، وذهب في بعثة دراسية إلى الاتحاد السوفيتي، ولكنه عاد للدراسة في جامعة حيفا؛ فحصل على شهادة البكالوريوس والماجستير في تاريخ الشرق الأوسط.. 
وفي عام 1984م انتخب عضوا في المجلس المحلي في كفر كنا عن قائمة الحركة التقدمية، وبعدها انتخب عدة مرات في المجلس، ورئيسا له، شغل عضوية الكنيست السادسة عشرة والسابعة عشرة عن كتلة التجمع الوطني الديمقراطي..
ساهم في تأسيس الحركة التقدمية للسلام داخل الخط الأخضر.
انتخب عضوا في الكنيست الإسرائيلي ليمثل مع آخرين المواطنين الفلسطينيين داخل الخط الأخضر

## أعماه الأدبية
أصدر واصل طه ديوان شعر حمل عنوان "قالوا عروبيون " وفيه قصائد شعرية تناولت الوطن والعروبة .

## اقتباسات
- «يعتمد تقدم عرب إسرائيل على تغيير النهج التمييزي الكامل للحكومة على مدار الأعوام الـ 58 الماضية، وليس عن طريق تعيين وزير أو نائب وزير»، تعليقًا على تعيين غالب مجادلة وزيرًا بدون حقيبة في يناير 2007، وهو الوزير العربي الأول لإسرائيل.[7]

## وصلات خارجية
- واصل طه على الموقع الإلكتروني للكنيست